# Amastris robusta
Amastris robusta är en insektsart som beskrevs av Broomfield 1976. Amastris robusta ingår i släktet Amastris och familjen hornstritar. Inga underarter finns listade i Catalogue of Life.